# Psychotria polyphylla
Psychotria polyphylla är en måreväxtart som beskrevs av Cornelis Eliza Bertus Bremekamp. Psychotria polyphylla ingår i släktet Psychotria och familjen måreväxter. Inga underarter finns listade i Catalogue of Life.